# 尖峰蒲桃
尖峰蒲桃（学名：Syzygium jienfunicum）为桃金娘科蒲桃属的植物，为中国的特有植物。分布于中国大陆的海南等地，目前尚未由人工引种栽培。